# Medalla de la Anexión de Austria
La medalla de la anexión de Austria o medalla del Anschluss (Ostmarkmedal en alemán) es una condecoración creada por la Alemania nazi para celebrar la voluntaria integración de Austria al Tercer Reich el 13 de marzo de 1938.

## Acontecimientos
El 12 de marzo de 1938, las tropas alemanas entran en Austria, sin encontrar ninguna resistencia en el país natal de Hitler, de cultura germana, y felices por el hecho, en lo que desde entonces se conoce como el Anschluss (adhesión). Adolf Hitler visitaba feliz su país natal como su dirigente y el Tercer Reich comenzaba a poner en práctica su reclamado espacio vital (Lebensraum), avisando a Checoeslovaquia y acercándose a la Segunda Guerra Mundial.
Para la entrada en el país se utilizó la excusa de diferentes incidentes provocados por los nazis austriacos, pero no dio gran preocupación a la comunidad internacional visto el aparente recibimiento y la coincidencia cultural entre ambos pueblos.
Se otorgaron 318.689 de medallas, dirigidas a todos aquellos austriacos que habían facilitado la anexión y a los austriacos miembros del NSDAP, así como a todos los miembros de la Wehrmacht y la SS que fueron trasladados a Austria.
Fue la primera de las tres Medallas de la Guerra de las Flores otorgadas por el régimen nazi, entendiéndose por estas a las otorgadas por haber participado en acciones en las que no había derramamiento de sangre y los soldados eran recibidos con flores.

## Diseño
La medalla, fabricada en plata, era sostenida por una cinta roja en cuyos extremos había una franja blanca con una línea negra en su interior y representa el hecho mediante el uso alegórico de dos figuras masculinas::
- En la cara una de las figuras (Alemania), subida sobre un podio y portando una esvástica, ayudaba a subir junto a él a la segunda figura (Austria), que portaba la cadena rota que acababan de romper.

- El reverso contiene la fecha (13 de marzo de 1938) y el texto "EIN VOLK, EIN REICH, EIN FÜHRER" (Un pueblo, un imperio, un líder), uno de los lemas favoritos de Hitler.

La medalla cuelga de un listón rojo, y en las bordes, una franja blanca con una línea negra en su parte media.